# Jesse Marsch
Jesse Marsch (Wisconsin, 1973. november 8. –) amerikai válogatott labdarúgó, edző.

## Pályafutása

### Klubcsapatokban
Egyetemi tanulmányait a Princetoni Egyetemen végezte, ez idő alatt a Princeton Tigers játékosa volt. Profi labdarúgóként a D.C. United volt az első klubja, ahol 15 bajnokin kétszer volt eredményes az ott eltöltött két éve alatt. Az 1998-as évi draftot követően klubja elcserélte játékjogát a Chicago Fire-rel, helyette pedig AJ Wood érkezett a Unitedhez. Hét szezont töltött a klubnál, ez idő alatt 200 bajnokin lépett pályára a klub színeiben, miközben egyszer a US Open Cupban, kétszer pedig az MLS Cupban végzett első helyen csapatával. 2006 és 2009 között a Chivas USA labdarúgója volt, majd befejezte pályafutását.

### A válogatottban
Az amerikai válogatottban kétszer lépett pályára, egyszer 2001-ben Trinidad és Tobagó ellen egy világbajnoki selejtezőn, egyszer pedig 2007-ben, egy Kína elleni felkészülési mérkőzésen.

### Edzőként
Visszavonulása után Bob Bradley mellett dolgozott az amerikai válogatott edzői stábjában.
2011 augusztusában a Major League Soccerben szereplő Montreal Impact vezetőedzőjének nevezték ki. A 2012-es szezonban a kanadai csapat a bajnokság 12. helyén végzett 42 szerzett ponttal.
Marsch 2012 novemberében távozott a klubtól, mondván bár munkájával elégedettek voltak, a játékról alkotott filozofiájuk elrtérő volt a klub vezetőségével.
2015 januárjában Mike Petke utódjaként a New York Red Bulls élére nevezték ki. Mindjárt első szezonjában Supporters' Shield-győztes lett csapatával és őt választották az év edzőjének is az MLS-ben. 2016 júniusában meghosszabbította szerződését a csapattal.
2017 januárjában amerikai és osztrák sajtóhírek arról szóltak, hogy átveszi Óscar García helyét a Red Bull Salzburg élén, azonban ezeket a híreket ő maga és csapata is cáfolta.
2018 júliusában, mint a klub történetének egyik legeredményesebb edzője távozott a csapat éléről, vezetésével a New York Red Bulls 75 győzelmet, 32 döntetlent és 44 vereséget ért el.
A 2018–19-es szezonban Ralf Rangnick segédedzője volt a RB Leipzig csapatánál.
2019. június 6-án a Red Bull Salzburg vezetőedzője lett. Első szezonjában bajnoki címet és Osztrák Kupát nyert a csapattal. A 2021-2022-es szezontól az RB Leipzig vezetőedzője. Első tétmérkőzésén 4–0-ra nyert csapatával az SV Sandhausen elleni német kupa-mérkőzésen. A bajnokságban az első mérkőzésén 1–0-ra kikaptak az 1. FSV Mainz 05 ellen. 2021. december 5-én közös megegyezéssel távozott a német klubtól.
2022. február 28-án az angol Leeds United csapatához igazolt, ahol Marcelo Bielsa utódja lett és három évre írt alá. Bob Bradley és David Wagner után ő lett a harmadik amerikai állampolgársággal rendelkező edző, aki a bajnokságban írányitott. Március 5-én az első mérkőzésén 1–0-ra kikaptak a Leicester City csapatától. A harmadik mérkőzésén sikerült nyernie a csapattal a Norwich City ellen. Május 22-én sikerült elkerülnie a csapattal a kiesést, miután a Brentford ellen 2–1-re nyertek, 2011 óta ez volt az első alkalom, hogy egy klub bentmaradt az élvonalban annak ellenére, hogy az utolsó forduló elején a kieső zónában voltak. 2023. február 6-án menesztették a klub éléről.
2024 májusában a kanadai válogatott szövetségi kapitánya lett.

## Sikerei, díjai

### Játékosként
D.C. United
- MLS Cup-győztes: 1996, 1997
- MLS Supporters' Shield-győztes: 1997
- US Open Cup-győztes: 1996

Chicago Fire
- MLS Cup-győztes: 1998
- Supporters' Shield-győztes: 2003
- US Open Cup-győztes: 1998, 2000, 2003

### Edzőként
New York Red Bulls
- Supporters' Shield-győztes: 2015

Red Bull Salzburg
- Osztrák Kupa-győztes: 2019–20

Egyéni elismerés
- Az év edzője az MLS-ben: 2015

## Edzői statisztikája
Legutóbb frissítve: 2023. február 6-án lett.
| Csapat             | –tól                | –ig               | Statisztika | Statisztika | Statisztika | Statisztika | Statisztika | Statisztika | Statisztika | Statisztika |
| Csapat             | –tól                | –ig               | M           | GY          | D           | V           | RG          | KG          | GK          | GY %        |
| ------------------ | ------------------- | ----------------- | ----------- | ----------- | ----------- | ----------- | ----------- | ----------- | ----------- | ----------- |
| Montreal Impact    | 2011. augusztus 10. | 2012. november 4. | 36          | 12          | 7           | 17          | 45          | 53          | –8          | 33.33       |
| New York Red Bulls | 2015. január 7.     | 2018. július 6.   | 151         | 75          | 32          | 44          | 256         | 175         | +81         | 49.67       |
| Red Bull Salzburg  | 2019. június 6.     | 2021. június 30.  | 94          | 64          | 13          | 17          | 290         | 113         | +177        | 68.09       |
| RB Leipzig         | 2021. július 1.     | 2021. december 5. | 21          | 8           | 4           | 9           | 43          | 31          | +12         | 38.1        |
| Leeds United       | 2022. február 28.   | 2023. február 6.  | 37          | 11          | 10          | 16          | 52          | 60          | –8          | 29.73       |
| Összesítve         | Összesítve          | Összesítve        | 339         | 170         | 66          | 103         | 686         | 432         | +254        | 50.15       |